# SimSafari
SimSafari is een bedrijfssimulatiespel uit 1998, ontwikkeld door Maxis en uitgebracht door Electronic Arts voor DOS, Mac OS en Windows. Het spel is te vergelijken met SimPark, echter speelt SimSafari zich af in Afrika in plaats van Noord-Amerika.

## Gameplay
Het spel bestaat uit drie locaties: het natuurpark, het toeristenkamp en het dorp. Het doel in het spel is om een waardering van vijf sterren te bereiken. Om deze status te bereiken moet elke locatie goed draaien. Het spel biedt ook scenario's, bijvoorbeeld een scenario waarin de speler een konijnenplaag moet bestrijden.

### Locaties
- In het natuurpark kan de speler dieren aanschaffen en ervoor zorgen dat deze gezond blijven. Natuurrampen als branden, langdurige perioden van droogte, sprinkhanenplagen en tornado's komen tevens voor in het spel.
- In het toeristenkamp verblijven de toeristen. De speler kan restaurants, hotels en andere accommodaties bouwen voor de toeristen. Tevens kan de speler zwembaden en jacuzzi's aanleggen. Voor al deze voorzieningen heeft de speler werknemers nodig, deze kunnen verkregen worden in het dorp.
- In het dorp kan de speler werknemers aannemen, zoals chauffeurs, biologen, gidsen, koks en begeleiders. Als de speler te weinig personeel aanneemt, zullen de inwoners de dieren van het natuurpark aanvallen.

## Ontvangst
| Beoordeeld door         | Platform  | Datum       | Score |
| ----------------------- | --------- | ----------- | ----- |
| Meristation             | Windows   | 4 mei 1998  | 87%   |
| All Game Guide          | Macintosh | 1998        | 80%   |
| Computer Games Magazine | Windows   | 11 mei 1998 | 70%   |

## Systeemeisen
De volgende minimale systeemeisen hebben betrekking op de Windows-versie.